# Frida Hållander
Frida Hållander, född den 31 december 1981 i Dalstorp i Tranemo kommun, är en svensk konstnär, konsthantverkare och konstnärlig forskare. Hon är tvillingsyster till författaren Marie Hållander.

## Biografi
Hållander har en kandidatexamen (2006) och en mastersexamen (2009) från Konstfack, institutionen för keramik och glas. Hon doktorerade 2019 inom konstnärlig forskning vid Konstfack och vid Konstnärliga fakulteten vid Göteborgs universitet på en avhandling om konsthantverk, klass och feminism: Vems hand är det som gör?: En systertext om konst/hantverk, klass, feminism och om viljan att ta strid. Hon har även studerat vid Otis College of Art and Design, Los Angeles, 2005.
Hon har bland annat publicerat artiklar i tidskriften The Journal of Modern Craft och i antologin Home-Based Work and Home-Based Workers 1800–2021. Hållander representerad i antologin Konsthantverk i Sverige del 1 (2015).

## Konstnärskap
Hållander har arbetat med keramik och textil och är verksam som pedagog och forskare. Hon har bland annat ställt ut vid ArkDes, Sveriges nationella centrum för arkitektur och design (2017–2018), Röhsska museet (2016), Bavarian Craft Association (München, Tyskland, 2015), Borås Konstmuseum (2009 och 2016), Gustavsbergs Konsthall (2009, 2012 och 2017) och Arbetarrörelsens arkiv och bibliotek (2018, 2021) samt Östergötlands museum (2022).
I flera projekt har Hållander samverkat med textilkonstnären Åsa Dybwad Norman. I projektet Fabriksflickorna – De viljefulla textilarbetarna (2020 diskuterade de villkoren för textil- och hemindustrins kvinnor historiskt och i nutid. Öxabäck IF — utan er ingen morgondag var ett projekt som lyfte fram Öxabäck IF:s damlag och deras arbete för svensk damfotboll. Konstprojektet visades på Borås konstmuseum maj-augusti 2016. Utställningen Arbetarkvinnornas roll i Borlänges historia (2022) granskade de kvinnliga textilarbetarnas betydelse och villkor under stadens framväxt.
Med Fabrikens lunga, en installation som berörde arbetsmiljöskador inom glasindustrin, deltog Hållander tillsammans med en samling konstnärer i projektet ”De Tox – Clean it Up” hos Rejmyre Art Lab 2018–2019.
När rötter bränns var en utställning på Borås textilmuseum 2024, med samtida textilkonst kurerad av Hållander och Norman.
Hållander är representerad på Röhsska museet i Göteborg och Nationalmuseum i Stockholm.